# حزب البعث العربي الاشتراكي (لبنان)
حزب البعث اللبناني، هو تنظيم قطر لبنان لحزب البعث العربي الاشتراكي الموالي للقيادة القومية المرتبطة بحزب البعث السوري. ترجع بداية حزب البعث في لبنان إلى الخمسينيات، وقد عقد أول مؤتمر له سنة 1956. كونت التنظيم بشكله الحالي المجموعة التي بقيت موالية لشق صلاح جديد وحافظ الأسد إثر الانقسام الذي حصل في الحزب في الستينيات . ففي منتصف الستينيات انقسم الحزب، الذي كان حاكما في سوريا، إلى شقين: شق يقوده جديد والأسد وآخر يقوده ميشال عفلق وصلاح بيطار. أدى انقسام الحزب في سوريا إلى حدوث انقسام مماثل في لبنان، وما لبث أن انضم الجناح الآخر إلى القيادة القومية المرتبطة بحزب البعث العراقي.
التحق الحزب، الذي أصبح يسمى منظمة حزب البعث العربي الاشتراكي لتفريقه عن الجناح الآخر، بالحركة الوطنية اللبنانية لكنه ما لبث أن دخل في خلاف مع كمال جنبلاط رئيس الحركة. زاد نفوذ الحزب مع دخول الجيش السوري لبنان في يونيو 1976، وساندت ميليشيا الحزب، التي كان قوامها حوالي 3,000 عنصر ومناطق نفوذها البقاع، القوات السورية في معاركها طوال سنوات الحرب. أسس الجناحَ العسكري للحزب عام 1979 أمينُ شعبة بيروت ورئيس المكتب الطلابي والعسكري والسياسي لفرع بيروت د. محمد سعيد عكام (أبو فهد)، شاركت الكتيبة بفعالية عالية بمختلف المعارك وعلى مختلف الجبهات وبشكل خاص معركة الجبل 1983 والعمل الفدائي انطلاقا من تلة السلطان يعقوب ومعارك الاستنزاف في منطقة رأس النبع 1984/1985 سقط لها 100 بين قتيل وجريح في تلك المنطقة. كما انّه كان للحزب مشاركة فعّالة في جبهة المقاومة الوطنية اللبنانية التي أسّست في 16 ايلول 1982 حيث أقدم الجناح العسكري على العديد من العمليات الفدائية ضد الاحتلال الإسرائيلي.
وللحقيقة والتاريخ فإن كتيبة الأسد كان لها الدور المباشر بوصول إيلي حبيقة لرئاسة اللجنة التنفيذية للقوات اللبنانية حيث كان قد سبق وصوله لهذا المنصب عمليات قتالية شرسة على خطوط التماس في منطقة رأس النبع في بيروت على محاور السوديكو - البرجواي -البريمو -المتحف خاضتها قوات البعث كتيبة الأسد منذ 3/3/1985 وكان قائد الكتيبة(أبو فهد) قد وجه عدة إنذارات لسمير جعجع قائد القوات اللبنانية آنذاك للتوقف عن قصفه العشوائي للمناطق الوطنية غرب بيروت التي سقط نتيجتها عدد كبير من المدنيين الأبرياء إضافة لسقوط مئة عنصر ما بين شهيد وجريح ومعاق من عناصر الكتيبة الأمر الذي دفع قائد الكتيبة لتحذير سمير جعجع عدة مرات كان التحذير الأخير مساء 8/5/1985 الذي نشر في الصحف اللبنانية ووسائل الإعلام المسموعة الذي تضمن رسالة وجهت (إلى أهلنا في بيروت الشرقية المغلوب على أمرهم للضغط على القوات اللبنانية بقيادة جعجع للتوقف عن تعدياته وإلا ستجد قوات البعث كتيبة الأسد نفسها مضطرة آسفة إلى إسقاط جميع الخطوط الحمر) الأمر الذي استدعى رئيس الجمهورية أمين الجميل استدعاء قيادة القوات اللبنانية إلى اجتماع طارئ صباح يوم 9/5/1985 لدراسة الموقف ذلك الاجتماع الذي خرج بإقصاء سمير جعجع عن قيادة القوات اللبنانية وتكليف إيلي حبيقة برئاسة اللجنة التنفيذية للقوات اللبنانية (وعلى من يريد التأكد من هذه الواقعة العودة إلى ما نشر في جميع الصحف اللبنانية بتاريخ 10/5/1985 والتي ذكرت بأن القوات اللبنانية تقترب من سورية خوفاً من سقوط الخطوط الحمر). هذه الواقعة نضعها بتصرف كل من يبحث عن الحقيقة وبالذات السيد كريم بقرادوني لكي يصحح هذه الواقعة التي جاءت مغايرة للواقع في كتابه.
ملاحظة :
ولعل تلك التضحيات التي قدمتها الكتيبة في بيروت إضافة للشهداء والجرحى الذين قدمتهم في معارك الجبل إلى جانب باقي القوى الوطنية الأخرى وشهدائها في البقاع الغربي انطلاقاً من تلة السلطان يعقوب هي التي أعطت الزخم السياسي لمشاركة الحزب فيما بعد إلى جانب الأحزاب الوطنية الأخرى بالعمل السياسي النيابي والوزاري في لبنان بعد اتفاق الطائف كا هو مبين فيما يلي :
فبعد هذا الاتفاق شارك الحزب في عدة حكومات وانتخب عدد من مرشحيه في المجلس النيابي (مقعدين سنة 1992، 4 مقاعد سنة 1996، 3 مقاعد سنة 2000، ومقعد واحد سنة 2005)ومقعدان في انتخابات العام 2009.
وتولى الامانة القطرية للحزب :
- 1966-1969 : محمود بيضون.
- 1969-1971 :مجلي نصراوين.
- 1971-1973 :سهيل سكرية.
- 1973-1989 :عاصم قانصو.
- 1989-1993 :عبد الله الأمين.
- 1993-1996 :عبد الله الشهال.
- 1196-2000 :غازي سيف الدين.
- 2000-2005 :عاصم قانصو.
- 2005-2006 :غازي سيف الدين.
- 2006-2015:فايز شكر.
- 2015-2016 : عبد المعين غازي
- 2016 -2016: سهيل قصار
- 2016-2021: نعمان شلق
- 2021: علي حجازي.[4]